# The Happy Prince and Other Tales
The Happy Prince and Other Tales (por vezes chamada de The Happy Prince and Other Stories) é uma coletânea de contos de Oscar Wilde, originalmente publicada em maio de 1888. O livro contém cinco estórias: "The Happy Prince", "The Nightingale and the Rose", "The Selfish Giant", "The Devoted Friend", e "The Remarkable Rocket".